# Eriothrix argyreatus
Eriothrix argyreatus là một loài ruồi trong họ Tachinidae.